# منطقه پرقاچاق مواد مخدر
منطقه پرقاچاق مواد مخدر (به انگلیسی: High Intensity Drug Trafficking Area) یک برنامه اجرایی برای پیشگیری از مصرف مواد مخدر است که دفتر سیاست‌گذاری ملی کنترل مواد مخدر ایالات متحده آمریکا پیش می‌بَرَد. این برنامه در سال ۱۹۹۰ (میلادی) پس از تصویب لایحه ضد سوءمصرف مواد مخدر ۱۹۸۸ آغاز به کار کرد.
آرمان برنامه منطقه پرقاچاق موادمخدر، تقویت و هماهنگی اقدامات کنترل مواد مخدر، بین سازمان‌های اجرای قانون در سطوح فدرال، ایالتی، و محلی است تا قاچاق مواد مخدر و پیامدهای مضر آن در مناطق بحرانی آمریکا را ریشه‌کن کند یا کاهش دهد.
گزاره منطقه پرقاچاق مواد مخدر، همچنین به هر یک از مناطق جغرافیایی اشاره می‌کند که این برنامه در آنها ستاد دارد و معمولاً شهرهای بزرگ، شهرستان‌ها، یا گذرگاه‌های مرزی هستند. این ستادها در جاهایی مستقر هستند که به نظر، مراکز اصلی قاچاق مواد مخدر هستند. ۵ دفتر منطقه پرقاچاق مواد مخدر در طول مرز ایالات متحده آمریکا–مکزیک در یک واحد به نام "منطقه پرقاچاق مواد مخدر در مرز جنوب غربی" گروه‌بندی می‌شوند. از هنگام آغاز برنامه، در سراسر آمریکا ۲۸ ستاد منطقه پرقاچاق مواد مخدر وجود دارند.
هر دفتر منطقه پرقاچاق مواد مخدر، توسط هیئت اجرایی منطقه پرقاچاق مواد مخدر مدیریت می‌شود. این هیئت شامل نمایندگانی از سازمان‌های اجرای قانون فدرال، ایالتی، و محلی آن ناحیه می‌شود. بر پایه قانون، شمار اعضای هر یک از هیئت‌های منطقه پرقاچاق مواد مخدر به طور برابر بین نمایندگان سازمان‌های فدرال اجرای قانون از یک سو، و سازمان‌های ایالتی و محلی اجرای قانون از سوی دیگر تقسیم می‌شود.

## در فرهنگ عمومی
در فرهنگ عمومی، برای نخستین‌بار در یکی از قسمت‌های فصل  ۲۰۰۴–۲۰۰۵ مجموعه تلویزیونی نظم و قانون به نام "Locomotion" از منطقه پرقاچاق مواد مخدر نام برده شد. در این قسمت، دو کارآگاه قتل به شعبه منطقه پرقاچاق مواد مخدر در محله گرینپوینت، در بخش بروکلین شهر نیویورک مراجعه می‌کنند.
همچنین بینندگان قسمت دوم فصل نخست مجموعه تلویزیونی کارآگاه حقیقی، درمی‌یابند که یکی از سازمان‌های اجرای قانون که راستین کول (به انگلیسی: Rustin Cohle) در گذشته در آنها کار می‌کرده، منطقه پرقاچاق مواد مخدر بوده است.